# Cibotium djambianum
Cibotium djambianum là một loài dương xỉ trong họ Cibotiaceae. Loài này được Hassk. mô tả khoa học đầu tiên năm 1856.
Danh pháp khoa học của loài này chưa được làm sáng tỏ. 